# Nové Sedlice
Nové Sedlice (Duits: Neusedlitz) is een Silezische gemeente in de Tsjechische regio Moravië-Silezië, en maakt deel uit van het district Opava. Nové Sedlice telt 506 inwoners (2023).

## Geschiedenis
- 1377 – De eerste schriftelijke vermelding van Nové Sedlice.
- 1982 – De gemeente Nové Sedlice wordt geannexeerd door de gemeente Štítina.[1]
- 1997 – Nové Sedlice wordt (opnieuw) een zelfstandige gemeente.[2]